# Craniella monodi
Espèce
Synonymes
- Tetilla monodi Burton, 1929

Craniella monodi est une espèce d'animaux de l'embranchement des éponges.
Craniella monodi (initialement nommé Tetilla monodi) a été nommé en hommage à Théodore Monod.